# 量子焼きなまし法
量子焼きなまし法（りょうしやきなましほう、英: quantum annealing、略称: QA、量子アニーリングともいう）は、量子ゆらぎを用いた過程によって、解候補（候補状態）の任意の集合から任意の目的関数の最小値（グローバルミニマム）を探す一般的方法である。
主に探索空間が多くのローカルミニマムを持ち離散的である問題（特に組合せ最適化問題）に対して用いられる（量子トンネリングを使用したスピングラスの基底状態の探索など）。1994年にJ. D. Dollらによって現在とは別の形式が提案されていたが、現在の形式は西森秀稔らによって1998年に考案されたものである。

## 概説
量子焼きなまし法は、均等な重み付けを持つ全ての可能な状態（候補状態）の量子力学的重ね合わせから開始する。次に、系は物理系の自然な量子力学的発展である時間依存シュレーディンガー方程式に従って変化する。状態間の量子トンネリングを引き起こす横磁場の時間依存強度に応じて、全ての候補状態の振幅は変化し続ける。横磁場の変化速度が十分遅い場合、系は瞬間ハミルトニアンの基底状態の近くにとどまる（断熱量子計算）。横磁場は最終的に切られ、系は元々の最適化問題の解に対応する古典的イジング模型の基底状態に到達していることが期待される。
2011年にD-Wave社の世界初の商用量子コンピュータの動作原理としてこの理論が採用されたことで大きな注目を集めることになった。
なお、量子焼きなまし法による量子コンピュータは最適化問題に特化した専用計算機であり、当初から提案されてきた量子ゲート方式による汎用型の量子コンピュータとは異なる。